# Jackson Pollock Bar
Le Jackson Pollock Bar est le nom d'un groupe d'artistes contemporains spécialisé dans la performance artistique, fondé en 1993 et basé à Fribourg en Allemagne.

## Œuvre
Fondé en 1993 par Christian Matthiessen, le Jackson Pollock Bar met en scène des installations théoriques ou installations de théorie. Leur réalisation nécessite de la part des acteurs de rejouer des textes artistiques et théoriques marquants dans l'histoire de l'art du 20e siècle ; ces textes sont soit des essais, soit des transcriptions de conférences ou de tables rondes. Les performances sont mises en scène par Christian Matthiessen et les textes sont au préalable enregistrés par les acteurs. Lors de la performance, les acteurs jouent ce texte en playback, créant ainsi un léger décalage entre le son du texte enregistré et le mouvement de leurs lèvres. En 1997, lors de la Documenta X, le Jackson Pollock Bar met en scène un texte de Art & Language intitulé We aim to be amateurs.

## Participants
Les principaux acteurs participants aux activités du Jackson Pollock Bar sont : Martin Horn, Peter Cieslinski, Anna Wouters et Gotthard Lange.

## Expositions
Le Jackson Pollock Bar exécute régulièrement des performances dans des institutions internationales ou pendant des manifestations internationales. Leur travail a été exposé au MoMA PS1 à New York, à la fondation Getty à Los Angeles, au château de Montsoreau - musée d'Art contemporain à Montsoreau, au MACBA à Barcelone, ou pendant la documenta X à Cassel, et la biennale de Venise.